# 震生湖 (小惑星)
震生湖（しんせいこ、47086 Shinseiko）は、小惑星帯に位置する小惑星の一つ。神奈川県秦野市のアマチュア天文家、浅見敦夫により発見された。
神奈川県秦野市と同中井町にまたがる、関東大震災の際に付近の丘陵が崩落してできた震生湖から命名された。